# Ákos Császár
Ákos Császár (* 26. Februar 1924 in Budapest; † 14. Dezember 2017 ebenda) war ein ungarischer Mathematiker, der sich mit Topologie und reeller Analysis befasste. Er war Professor an der Loránd-Eötvös-Universität.
Császár besuchte nach dem Abitur 1942 eine Lehrer-Akademie (Peter Pazmany) mit dem Abschluss 1947 und danach die Technische Universität von Budapest. Am Ende des Zweiten Weltkriegs wurde er nach der Belagerung von Budapest durch die Rote Armee mit seinem Vater und Bruder interniert, wobei er als einziger der drei überlebte. Er war ein Schüler von Leopold Fejér. Nach dem Abschluss wurde ihm eine Lehrerstelle zugewiesen, er ging aber bald wieder an die Universität an die Abteilung Analysis der Loránd-Eötvös-Universität, wo er 1952 promoviert wurde (Kandidatentitel) und 1954 habilitiert (Doktortitel im russischen System). 1957 wurde er ordentlicher Professor und leitete die Abteilung Analysis mit einer Unterbrechung von 1983 bis 1986 bis 1992. 1996 wurde er Professor Emeritus.
1949 konstruierte er ein nach ihm benanntes nicht-konvexes Polyeder ohne Diagonalen (Császár-Polyeder). Er führte syntopogene Räume als verallgemeinerte topologische Räume ein.
1966 bis 1980 war er Generalsekretär und 1980 bis 1990 Präsident der Bolyai János Matematikai Társulat (Ungarische Mathematische Gesellschaft) und danach deren Ehrenpräsident. Er war korrespondierendes Mitglied (1970) und seit 1989 Vollmitglied der Ungarischen Akademie der Wissenschaften. 1973 bis 1976 und 1990 bis 1999 leitete er dort die Sektion Mathematik und Physik.  1963 erhielt er den Kossuth-Preis und 2009 die Goldmedaille der Ungarischen Akademie der Wissenschaften. 1981 erhielt er die Bolzano Medaille der Tschechoslowakischen Akademie der Wissenschaften. 2004 wurde er Ehrendoktor der Eötvös Universität. 1997 wurde er Mitglied der Zentraleuropäischen Akademie der Wissenschaften.
Sein Onkel Elemér Császár (1874–1940) war Literaturhistoriker.
Seine Frau Klara war ebenfalls Mathematikerin.

## Schriften
- Foundations of General Topology, Pergamon Press 1963
- General Topology, Adam Hilger 1978